# Spaghetti western
L'spaghetti western o western mediterrani, també conegut com a macaroni western (principalment al Japó), és un ampli subgènere de pel·lícules de cinema western que va sorgir a mitjan anys seixanta arran de l'estil de les pel·lícules de Sergio Leone i de l'èxit internacional de taquilla. El terme va ser utilitzat per crítics nord-americans i d'altres països perquè la majoria d'aquests westerns van ser produïts i dirigits per italians.
Segons el veterà actor del subgènere Aldo Sambrell, la frase "Espagueti Western" va ser encunyada pel periodista espanyol Alfonso Sánchez. La denominació d'aquestes pel·lícules a Itàlia és western all'italiana (western a la italiana) o italo-western. També s'utilitza el terme eurowesterns per incloure altres Westerns que es van produir a Europa, com les pel·lícules Winnetou de l'Alemanya Occidental o els Ostern Westerns. La majoria de les pel·lícules van ser coproduccions internacionals entre Itàlia i Espanya, i de vegades França, Alemanya, Portugal, Grècia, Israel, Iugoslàvia o els Estats Units.
Aquestes pel·lícules van ser publicades originalment en italià, però, com la majoria de les pel·lícules, comptaven amb un repartiment multilingüe i el so es va tornar a sincronitzar. La majoria dels "western all'italiana" no tenen doncs una llengua oficial. Un equip típic d'Espagueti Western podria estar format per un director italià, un equip tècnic italo-espanyol, i un repartiment d'actors italians, espanyols, alemanys i americans. De vegades s'incloïa una estrella de Hollywood en davallada i, de vegades, una potencial estrella com el jove Clint Eastwood, que apareix en tres pel·lícules de Sergio Leone.
Als Països Catalans s'han gravat alguns d'aquests westerns, una de les localitzacions més conegudes és la Franja de Ponent, sobretot a l'entorn de Fraga, per això rep el nom de "fragatini western".
Entre 1960 i 1978 es van realitzar més de sis-cents Westerns europeus. Alguns dels films més coneguts van ser dirigits per Sergio Leone i escrits per Ennio Morricone, en particular les tres pel·lícules de la Dollars Trilogy (protagonitzades per Clint Eastwood) — Per un grapat de dòlars (1964), Per qualche dollaro in più (1965) i El bo, el lleig i el dolent (1966)—, així com Fins que li va arribar l'hora (1968, protagonitzada per Charles Bronson).

## Característiques
El Spaghetti western es caracteritza per una estètica bruta alhora que estilitzada, i per uns personatges que aparentment manquen de moral, rudes i durs. Per les seves altes dosis de violència, i el caràcter tèrbol i enganyós dels seus personatges principals, la pel·lícula nord-americana Veracruz (1954), de Robert Aldrich es considera com una de les precursores d'aquest nou subgènere.
Una altra característica dels Spaghetti westerns era l'escàs pressupost amb el qual es rodaven. No obstant això, cal ressaltar l'acceptable nivell artístic que van aconseguir molts d'ells tot i la limitació econòmica. Una fórmula per estalviar despeses va ser la de reutilitzar els decorats per rodar diferents pel·lícules i el fet que la majoria d'elles eren coproduccions entre Itàlia, Espanya i, ocasionalment, altres països europeus com Alemanya o França.
Per a molts crítics de cinema, el Spaghetti western va canviar la forma de fer cinema. Ennio Morricone, amb les seves bandes sonores per a aquest gènere, va ser qui va popularitzar el gènere de la música per a pel·lícules. A partir d'aquest fenomen, la banda sonora original va esdevenir un element clau per donar força a les escenes d'acció servint de vehicle (gràcies a un joc de muntatge) per convertir escenes aïllades en moments de clímax d'una pel·lícula.

## Localitzacions de filmació
La majoria dels Spaghetti westerns filmats entre 1964 i 1978 es van fer amb pressupostos baixos i filmats als estudis Cinecittà i diversos llocs del sud d'Itàlia i Espanya. Moltes de les històries tenen lloc en els paisatges semiàrids del sud-oest americà i el nord de Mèxic, d'on un entorn popular era el desert de Tabernas, a la província d'Almeria, al sud-est d'Espanya, als estudis de Texas Hollywood, Mini Hollywood i Western Leone. Altres llocs de rodatge utilitzats van ser a Itàlia central i meridional, com els parcs de la Valle del Treja (entre Roma i Viterbo), l'àrea de Camposecco (al costat de Camerata Nuova, caracteritzada per una topografia càrstica), els turons de Castelluccio, la zona al voltant de la muntanya Gran Sasso, i les pedreres de Tivoli i Sardenya. En canvi altres com God's Gun es van filmar a Israel Per un rodatge de western es va construir també un poblat de l'oest al municipi català d'Esplugues de Llobregat.

## Transcendència
Els Espagueti Westerns han deixat la seva empremta en la cultura popular, influint fortament en nombroses obres produïdes fora d'Itàlia., com per exemple:
La primera pel·lícula nord-americana de Clint Eastwood, Pengem-los ben amunt (1968), incorpora elements de Espagueti Westerns.
La pel·lícula de Bollywood Sholay (1975) sovint es coneixia com a "Curry Western". Tot i que un segell de gènere més precís per a la pel·lícula seria el "Dacoit Western", ja que combina les convencions de pel·lícules índies dacoit com Mother India (1957) i Gunga Jumna (1961) amb les dels Espagueti Westerns. Sholay va generar el seu propi gènere de pel·lícules "Dacoit Western" a Bollywood durant la dècada de 1970.
La pel·lícula japonesa Tampopo (1985) va ser promoguda com una "Ramen Western".
El director japonès Takashi Miike va retre homenatge al gènere amb Sukiyaki Western Django, un Western grabat al Japó que deriva de la influència de Django i la trilogia de Dòlars de Sergio Leone.
El director nord-americà Quentin Tarantino ha utilitzat elements de Espagueti Western en les seves pel·lícules Kill Bill (combinats amb influències de pel·lícules kung fu), Maleïts malparits(ambientat a la França ocupada pels nazis), Django desencadenat (ambientat al sud d'Amèrica durant el temps de l'esclavitud) i The Hateful Eight.
La pel·lícula d'animació nord-americana Rango (2011) incorpora elements de Espagueti Western, incloent un personatge inspirat per The Man With No Name.
La banda nord-americana de heavy metall Metallica ha utilitzat la composició d'Ennio Morricone "The Ecstacy of Gold", del Espagueti Western El bo, el lleig i el dolent, per obrir diversos concerts. La banda australiana The Tango Saloon combina elements de la música de Tango amb influències de partitures de Espagueti Western. La banda Ghoultown també pren influència dels Espagueti Western. El video musical de la cançó "Knights of Cydonia" de la banda de rock britànica Muse va estar influenciat per Espagueti Westerns. La banda Big Audio Dynamite va utilitzar mostres de música de Espagueti Western quan barrejava la cançó "Medicine Show". Dins de la cançó es poden escoltar mostres de pel·lícules de Espagueti Western com Per un grapat de dòlars; El bo, el lleig i el dolent; i Duck You Sucker.

## Selecció de pel·lícules
- 1964: Per un grapat de dòlars, de Sergio Leone, amb Clint Eastwood
- 1965: Per qualche dollaro in più, de Sergio Leone, amb Clint Eastwood i Lee Van Cleef
- 1965: Adiós gringo, de Giorgio Stegani
- 1966: El bo, el lleig i el dolent, de Sergio Leone, amb Clint Eastwood, Eli Wallach i Lee Van Cleef
- 1966: Django, de Sergio Corbucci, amb Franco Nero
- 1967: Navajo Joe, de Sergio Corbucci, amb Burt Reynolds
- 1967: Requiescant, de Carlo Lizzani, amb Lou Castel, Pier Paolo Pasolini, Franco Citti i Ninetto Davoli
- 1968: Fins que li va arribar l'hora, de Sergio Leone, amb Charles Bronson, Henry Fonda, Jason Robards i Claudia Cardinale
- 1968: Il grande Silenzio de Sergio Corbucci amb Jean-Louis Trintignant, Klaus Kinski
- 1968: I giorni dell'ira  de Tonino Valerii
- 1968: Da uomo a uomo de Giulio Petroni
- 1970: Li deien Trinidad (Lo chiamavano Trinità), de Enzo Barboni, amb Bud Spencer i Terence Hill.
- 1971: Blindman, de Ferdinando Baldi, amb Tony Anthony i Ringo Starr
- 1972: Il grande duello de Giancarlo Santi.
- 1973: Il mio nome è Nessuno, de Tonino Valerii i Sergio Leone, amb Henry Fonda i Terence Hill
- 1976: Keoma, de Enzo G. Castellari, amb Franco Nero i Woody Strode
- 1977: Mannaja, de Sergio Martino